# Sospita abbuna
Sospita abbuna är en fjärilsart som beskrevs av Heller 1902. Sospita abbuna ingår i släktet Sospita och familjen juvelvingar. Inga underarter finns listade i Catalogue of Life.